# Joseph Anselm Feuerbach
För andra betydelser, se Feuerbach (olika betydelser).
Joseph Anselm Feuerbach, född 9 september 1798 i Jena, död 8 september 1851 i Freiburg im Breisgau, var en tysk arkeolog. Han var son till Paul Johann Anselm von Feuerbach och far till Anselm Feuerbach.
Feuerbach blev 1836 professor i filologi i Freiburg im Breisgau. Han gjorde sig känd i synnerhet genom sitt arbete Der vaticanische Apollo (1833; andra upplagan 1855).  Hans Nachgelassene Schriften utgavs 1853, i fyra band.